# 噬謊者
《噬謊者》（日语：嘘喰い）是日本漫畫家迫稔雄創作的賭博題材漫畫作品，集英社出版，於《週刊YOUNG JUMP》刊載，單行本全49集，中文版由天下出版發行，出版至41集後停止出版。
OVA捆綁於2012年10月19日發售的單行本第26卷限定版。為紀念累計發行500萬部，單行本37冊和38冊同時發售。

## 故事簡介
在15歲時就以精湛的賭技而聞名的天才賭博專家——人稱「噬謊者」的斑目貘，遇上追求享樂，普通的23歲青年梶隆臣，梶隆臣因向地下錢莊借錢，無力償還而四處躲債，並在逃亡的日子裡遇見了斑目貘。斑目貘誇下海口要幫梶隆臣還清債務，於是和梶隆臣闖入地下賭場，展開了一連串精彩冒險，賭徒的顛峰對決就此拉開序幕。
序章（第1話 - 第3話）
廢棄大廈篇（第4話 - 第23話）
公寓賭埸篇（第24話 - 第35話）
廢墟恐怖份子篇（第36話 - 第69話）
０円賭博篇（第80話 - 第104話）
迷宮遊戲篇（第105話 - 第147話）
雄牛的子宮篇（第148話 - 第174話）
揭秘節目篇（第175話 - 第201話）
血的教誨師多迪篇（第202話 - 第269話）
蜂名直器（BATTLE SHIP）篇（第270話 - 第311話）
【卍】——PROTOPOROS篇（第312話 - 第428話）
【卍】——AIR POKER篇（第429話 - 第470話）
丟手帕篇（第471話 - 第531話）
終章（第532話 - 第539話）

## 登場角色

### 主要人物
斑目貘（聲：森川智之／勝杏里）
天才賭徒 ，通稱「噬謊者」。本作品的主人公。擁有非凡冷靜的頭腦和強大的賭運，具有洞察人的本性和本質能力，加上完美的聲帶模仿能力，是賭徒中的高手。但體力不如常人。
梶隆臣（聲：神原大地）
有些怯弱的普通青年，因為貘對其表示出的「需要」，以及慕於貘的人格魅力，在相遇後便跟隨著他。
馬高 被針扎到會變成羅敦，成為真.廢棄大廈的惡魔
伽羅 前賭郎NO.0，斑目貘原專屬主持人，在【卍】賭局中為幫助斑目貘獲勝而死亡
卡爾·貝爾蒙德（聲：藤吉浩二／無）武器商人

### 「賭郎」倶樂部
主要負責為會員主持賭局、收取賭注的組織。
切間創一
賭郎首領

#### 主持人
共101人，負責主持賭局。
切間撻器
原NO.0，已歿。
「賭郎」第20代首領，亦為切間創一之父，將首領之位交給創一後成為主持人。
磨黑燥滋
原NO.0，現在號碼不明
由能輪美年發掘的主持人。曾被伽羅和能輪巳虎號奪戰挑戰成功。
能輪美年
NO.1
總是坐在輪椅上登場的矮小男人，和No.2夜行妃古壹差不多的時間加入賭郎，是相當資深的主持人。擁有為他人鑒定價值的眼睛，戰鬥則是會發射藏在嘴裡的毒針作戰，並一直隱藏著實際上能站起來的事實作為底牌。
夜行妃古壹（聲：稻葉實／野中秀哲）
NO.2→ NO.0
在眾多主持人眼中最接近「完美」的主持人，首次登場於廢棄大樓篇擔任主持，後在斑目贏下賭局回到賭郎後成為了班目的專屬主持人。後在班目與佐田國一輝的賭局中被對方的專屬主持目蒲提出號奪戰並贏下，由於雙方都在拖時間，間接使首領宣布號奪戰10秒內決勝的規則，且主持人號碼大小重拾意義。
在斑目的感染下在血的教誨師賭局後提出了號奪戰欲成為0號。犧牲左手擊敗切間撻器登頂。
經營著咖啡店，但咖啡跑得相當糟糕，被伽羅評價是想利用咖啡毀滅賭郎。
棟耶將輝
NO.3，通稱「法官」。經常跟在首領身邊的資深主持人，會在其他主持人針對賭局原則做不出判決時給予建議。
間紙也
NO.4
ヰ近十藏
NO5
能輪紫音
NO6
能輪美年之女婿，巳虎之父。與真鍋匠一同設計與主持「Airpoker」賭局
亞面真琴
NO7
能輪巳虎
NO8
能輪美年之孫。
目蒲鬼郎（聲：岡崎雅紘／中國卓郎）
原NO10，已歿。
番代薰
NO10，已歿。
銅寺晴明
NO11
門倉雄大
NO16 → NO2
南方恭次
NO16
警視廳警視正，天真征一的部下。承接門倉雄大的號碼成為NO16主持人。
能輪美玲
NO22
能輪美年之女兒，巳虎之母。
鷺田糟谷
NO25，已歿。
僅提到於主持中死亡。
彌鱈悠助
NO28
真鍋匠
NO29
原密葬課首領，血的教誨師篇章後加入「賭郎」成為主持人。與能輪紫音一同設計與主持「Airpoker」賭局
三鷹花
NO30 → NO10
原密葬課成員，血的教誨師篇章後加入「賭郎」成為主持人。
亘
NO35
櫛灘鐵馬
NO90
最上妙子
NO91
鞍馬蘭子的專屬主持人。主持過尼斯船長與大船額人的賭局。
榮羽
號碼不明，已歿。
負責照顧幼年時的切間創一，僅在回憶中出現。

#### 清掃人
負責清除對組織不利的人以及脫離賭郎的叛逃者。
夜行丈一
與夜行妃古壹有相同的面孔，不認為兩人是兄弟，就算是真的他也是哥哥。臉上的疤痕為伽羅在與零號的號奪戰前所傷。

#### 外務卿
負責對外交涉。
泉江夕湖

### Ideal成員
文森·拉羅
Ideal首領
比利·克利格
拉羅的重要心腹。因為耳朵黑色的斑紋而被稱為「獰貓(卡拉卡爾)」
捨隈悟

### 暗謀
全稱「內閣暗流諜報搜查室」，是一個受到法律承認、地位高於警察的組織。名義上的主要職責是監督腐敗的警察組織、取締一般犯罪乃至國際恐怖組織犯罪。
蜂名直器
尾野神真
大船額人

### 警察
天真征一
南方恭次
雪井出薰

#### 密葬課
警察暗中操縱的一個暴力組織，主要進行秘密暗殺等暴力活動。
真鍋匠
三鷹花
嵐童公平
箕輪勢一

### 黑社會集團
鞍馬蘭子（聲：無／宇乃音亞季）
黑社會鞍馬組的女組長。
鞍馬雹吾
鞍馬蘭子的弟弟。
二階堂鮫丸
黑社會集英組的幹部。
滑骨種美
黑社會滑骨組組長。
神山秀樹
廣域黑社會神保組第六代會長。

### PROTOPOROS
李察·阿拉達

## 出版漫畫
單行本
| 集數 | 集英社         | 集英社                 | 天下出版       | 天下出版               |
| 集數 | 發售日期       | ISBN                   | 發售日期       | ISBN                   |
| ---- | -------------- | ---------------------- | -------------- | ---------------------- |
| 1    | 2006年9月24日  | ISBN 4-08-877146-X     | 2007年12月6日  | ISBN 978-988-2155-03-9 |
| 2    | 2006年12月24日 | ISBN 4-08-877186-9     | 2007年12月28日 | ISBN 978-988-2155-16-9 |
| 3    | 2007年3月24日  | ISBN 978-4-08-877229-5 | 2008年1月17日  | ISBN 978-988-2155-56-5 |
| 4    | 2007年6月24日  | ISBN 978-4-08-877280-6 | 2008年2月6日   | ISBN 978-988-2155-83-1 |
| 5    | 2007年9月24日  | ISBN 978-4-08-877320-9 | 2008年3月18日  | ISBN 978-988-2155-99-2 |
| 6    | 2007年12月24日 | ISBN 978-4-08-877362-9 | 2008年4月18日  | ISBN 978-988-2156-00-5 |
| 7    | 2008年3月24日  | ISBN 978-4-08-877410-7 | 2009年1月21日  | ISBN 978-988-2156-99-9 |
| 8    | 2008年6月24日  | ISBN 978-4-08-877463-3 | 2008年12月6日  | ISBN 978-988-2158-15-3 |
| 9    | 2008年9月24日  | ISBN 978-4-08-877505-0 | 2009年1月21日  | ISBN 978-988-2158-44-3 |
| 10   | 2008年12月24日 | ISBN 978-4-08-877570-8 | 2009年3月27日  | ISBN 978-988-2158-77-1 |
| 11   | 2009年3月24日  | ISBN 978-4-08-877616-3 | 2009年5月20日  | ISBN 978-988-2159-62-4 |
| 12   | 2009年6月24日  | ISBN 978-4-08-877667-5 | 2009年9月9日   | ISBN 978-988-8029-28-0 |
| 13   | 2009年9月23日  | ISBN 978-4-08-877717-7 | 2009年11月27日 | ISBN 978-988-8030-08-8 |
| 14   | 2009年12月23日 | ISBN 978-4-08-877776-4 | 2010年2月27日  | ISBN 978-988-8030-79-8 |
| 15   | 2009年12月23日 | ISBN 978-4-08-877801-3 | 2010年2月27日  | ISBN 978-988-8030-80-4 |
| 16   | 2010年3月24日  | ISBN 978-4-08-877827-3 | 2010年6月1日   | ISBN 978-988-8031-64-1 |
| 17   | 2010年6月23日  | ISBN 978-4-08-877876-1 | 2010年9月17日  | ISBN 978-988-8032-60-0 |
| 18   | 2010年9月22日  | ISBN 978-4-08-879027-5 | 2010年12月29日 | ISBN 978-988-8033-38-6 |
| 19   | 2010年12月22日 | ISBN 978-4-08-879079-4 | 2011年3月22日  | ISBN 978-988-8096-30-5 |
| 20   | 2011年3月23日  | ISBN 978-4-08-879115-9 | 2011年9月12日  | ISBN 978-988-8097-73-9 |
| 21   | 2011年6月22日  | ISBN 978-4-08-879158-6 | 2011年10月24日 | ISBN 978-988-8098-16-3 |
| 22   | 2011年9月21日  | ISBN 978-4-08-879202-6 | 2011年12月28日 | ISBN 978-988-8098-67-5 |
| 23   | 2011年12月24日 | ISBN 978-4-08-879241-5 | 2012年4月17日  | ISBN 978-988-8099-01-6 |
| 24   | 2012年3月24日  | ISBN 978-4-08-879290-3 | 2012年7月22日  | ISBN 978-988-8099-73-3 |
| 25   | 2012年6月24日  | ISBN 978-4-08-879351-1 | 2012年10月15日 | ISBN 978-988-8100-22-4 |
| 26   | 2012年10月24日 | ISBN 978-4-08-879441-9 | 2013年1月22日  | ISBN 978-988-8100-74-3 |
| 27   | 2012年11月24日 | ISBN 978-4-08-879462-4 | 2013年3月20日  | ISBN 978-988-8100-95-8 |
| 28   | 2013年2月24日  | ISBN 978-4-08-879520-1 | 2013年6月13日  | ISBN 978-988-8213-30-6 |
| 29   | 2013年5月22日  | ISBN 978-4-08-879559-1 | 2013年8月26日  | ISBN 978-988-8213-77-1 |
| 30   | 2013年8月24日  | ISBN 978-4-08-879628-4 | 2013年10月28日 | ISBN 978-988-8214-11-2 |
| 31   | 2013年11月24日 | ISBN 978-4-08-879682-6 | 2014年1月13日  | ISBN 978-988-8214-45-7 |
| 32   | 2014年2月24日  | ISBN 978-4-08-879750-2 | 2014年4月1日   | ISBN 978-988-8214-61-7 |
| 33   | 2014年5月24日  | ISBN 978-4-08-879846-2 | 2014年9月18日  | ISBN 978-988-8215-05-8 |
| 34   | 2014年8月25日  | ISBN 978-4-08-879886-8 | 2015年2月16日  | ISBN 978-988-8215-43-0 |
| 35   | 2014年11月24日 | ISBN 978-4-08-890074-2 | 2015年6月20日  | ISBN 978-988-8215-57-7 |
| 36   | 2015年2月24日  | ISBN 978-4-08-890115-2 | 2015年7月28日  | ISBN 978-988-8215-72-0 |
| 37   | 2015年5月24日  | ISBN 978-4-08-890152-7 | 2015年8月29日  | ISBN 978-988-8215-80-5 |
| 38   | 2015年5月24日  | ISBN 978-4-08-890194-7 | 2015年9月18日  | ISBN 978-988-8215-81-2 |
| 39   | 2015年9月23日  | ISBN 978-4-08-890252-4 | 2015年12月4日  | ISBN 978-988-8215-96-6 |
| 40   | 2015年12月23日 | ISBN 978-4-08-890320-0 | 2016年3月2日   | ISBN 978-988-8216-20-8 |
| 41   | 2016年3月23日  | ISBN 978-4-08-890373-6 | 2016年6月8日   | ISBN 978-988-8216-48-2 |
| 42   | 2016年5月24日  | ISBN 978-4-08-890430-6 | 停止出版       | 停止出版               |
| 43   | 2016年8月24日  | ISBN 978-4-08-890481-8 | 停止出版       | 停止出版               |
| 44   | 2016年11月23日 | ISBN 978-4-08-890520-4 | 停止出版       | 停止出版               |
| 45   | 2017年2月22日  | ISBN 978-4-08-890592-1 | 停止出版       | 停止出版               |
| 46   | 2017年5月19日  | ISBN 978-4-08-890645-4 | 停止出版       | 停止出版               |
| 47   | 2017年8月18日  | ISBN 978-4-08-890728-4 | 停止出版       | 停止出版               |
| 48   | 2017年11月22日 | ISBN 978-4-08-890788-8 | 停止出版       | 停止出版               |
| 49   | 2018年2月24日  | ISBN 978-4-08-890856-4 | 停止出版       | 停止出版               |

典藏版
因日方要求，改為兩本單行本合一的典藏版。
| 集數 | 尖端出版       | 尖端出版               |
| 集數 | 發售日期       | ISBN                   |
| ---- | -------------- | ---------------------- |
| 1    | 2024年10月18日 | ISBN 978-626-4031-94-3 |
| 2    | 2025年1月20日  | ISBN 978-626-4034-60-9 |
| 3    | 2025年3月21日  | ISBN 978-626-4036-01-6 |
| 4    | 2025年7月18日  | ISBN 978-626-4340-94-6 |

## 外部連結
- 『嘘喰い』 集英社ヴォイスコミックステーション-VOMIC++- （页面存档备份，存于）
- 集英社VOMIC頻道 『嘘喰い』
- 漫畫『噬謊者』的X（前Twitter）（页面存档备份，存于）
- 電影『噬謊者』官方網站（页面存档备份，存于）
- 電影『噬謊者』的X（前Twitter）